# Edmund Krakowski
Edmund Krakowski (ur. 1862, zm. 20 czerwca 1929 w Łodzi) – lekarz internista i pediatra, działacz społeczny, pochodzenia żydowskiego. Dyrektor i naczelny lekarz szpitala na Radogoszczu (późn. Szpitala im. dr. W. Biegańskiego w Łodzi) w latach 1914–1929.

## Życiorys
Ukończył studia na Wydziale Lekarskim Uniwersytetu Warszawskiego. Następnie odbywał praktyki w Szadku. W 1889 zamieszkał w Łodzi. Był inicjatorem budowy na Radogoszczu Żydowskiego Szpitala dla Dzieci im. Konstadtów (1914), sfinansowanego przez fundację Hermana Konstadta i przekształconego po wybuchu I wojny światowej w miejski szpital zakaźny. Krakowski był dyrektorem i naczelnym lekarzem szpitala od momentu jego powstania do końca życia (1914–1929). Był też kierownikiem Domu Ubogich przy ul. Pomorskiej 54, członkiem Żydowskiego Towarzystwa Pielęgnowania Chorych „Bikur Cholim”, współzałożycielem i członkiem Łódzkiego Żydowskiego Towarzystwa Dobroczynności, Żydowskiego Towarzystwa Wzajemnej Pomocy „Achiezer” i prezesem oraz prezesem honorowym Łódzkiego Żydowskiego Towarzystwa Opieki nad Starcami, a także członkiem zarządu Fundacji Konstadtów.

### Życie prywatne
Był synem Mowszy Krakowskiego. Był spokrewniony z Hermanem Konstadtem.
Został pochowany na nowym cmentarzu żydowskim w Łodzi (strona P, kwatera D, nr grobu 10).